# Inoue Joe
 (avril 2023).
La mise en forme du texte ne suit pas les recommandations de Wikipédia : il faut le « wikifier ».
Les points d'amélioration suivants sont les cas les plus fréquents. Le détail des points à revoir est peut-être précisé sur la page de discussion.
- Les titres sont pré-formatés par le logiciel. Ils ne sont ni en capitales, ni en gras.
- Le texte ne doit pas être écrit en capitales (les noms de famille non plus), ni en gras, ni en italique, ni en « petit »…
- Le gras n'est utilisé que pour surligner le titre de l'article dans l'introduction, une seule fois.
- L'italique est rarement utilisé : mots en langue étrangère, titres d'œuvres, noms de bateaux, etc.
- Les citations ne sont pas en italique mais en corps de texte normal. Elles sont entourées par des guillemets français : « et ».
- Les listes à puces sont à éviter, des paragraphes rédigés étant largement préférés. Les tableaux sont à réserver à la présentation de données structurées (résultats, etc.).
- Les appels de note de bas de page (petits chiffres en exposant, introduits par l'outil «  Source ») sont à placer entre la fin de phrase et le point final[comme ça].
- Les liens internes (vers d'autres articles de Wikipédia) sont à choisir avec parcimonie. Créez des liens vers des articles approfondissant le sujet. Les termes génériques sans rapport avec le sujet sont à éviter, ainsi que les répétitions de liens vers un même terme.
- Les liens externes sont à placer uniquement dans une section « Liens externes », à la fin de l'article. Ces liens sont à choisir avec parcimonie suivant les règles définies. Si un lien sert de source à l'article, son insertion dans le texte est à faire par les notes de bas de page.
- La présentation des références doit suivre les conventions bibliographiques. Il est recommandé d'utiliser les modèles {{Ouvrage}}, {{Chapitre}}, {{Article}}, {{Lien web}} et/ou {{Bibliographie}}. Le mode d'édition visuel peut mettre en forme automatiquement les références.
- Insérer une infobox (cadre d'informations à droite) n'est pas obligatoire pour parachever la mise en page.

Pour une aide détaillée, merci de consulter Aide:Wikification.
Si vous pensez que ces points ont été résolus, vous pouvez retirer ce bandeau et améliorer la mise en forme d'un autre article.
Inoue Joe (井上 ジョー), né le 30 août 1985 à Los Angeles, est un chanteur de rock japonais.
Il est réputé pour avoir interprété Closer, qui devient le 4e opening de Naruto Shippuden.

## Biographie
Inoue Joe, est un chanteur de J-Rock/J-pop. Il est né en 1985 à Los Angeles en Californie. Il a grandi dans un environnement très musical et a commencé à écouter énormément de musique vers le milieu de sa période scolaire.
Malgré le fait qu'il ait vécu aux États-Unis, il a quand même appris à parler Japonais couramment grâce à ses parents, en lisant des mangas et en regardant des émissions TV japonaises. Il a commencé au fur et à mesure à inventer ses propres musiques, où il s'occupait de tout : instruments et chant.

## Discographie

### Singles
1. "HELLO!" - July 16, 2008
1. "Hello!"
2. "ONE MAN BAND"
3. "Taisetsu ~ties the two~" (たいせつ ～ties the two～?, "Important ~ties the two~")
2. "CLOSER" - December 17, 2008
1. "CLOSER"
2. "GRAVITY"
3. "Kangaetakunai ~Can a guy talk all night?~" (考えたくない　～Can a guy talk all night？～?, "Don't Think About It ~Can a guy talk all night?")
3. "Maboroshi" (幻?, "Illusion") - February 18, 2009
1. "Maboroshi" (幻?, "Illusion")
2. "P.J. ANTHEM"
3. "PARTY NIGHT ~Odoritari Night~" (PARTY NIGHT　～踊り足りNight～?, "Party Night ~Enough Dancing Night~)
4. "GO★" - July 22, 2009
1. "GO★"
2. "WHAT IS YOUR NAME?"
3. "Jinkō Eisei" (人工衛星?, "Artificial Satellite")
5."Kaze no gotoku"(comme le vent)- August 04, 2010
1."Kaze no gotoku"
2."Sekai no kake-ra"(Fragments du monde)
3."BALLERINA"
4."Kaze no gotoku"ver-Ouverture Gintama
5."Kaze no gotoku"ver-(KARAOKE)

### Albums
1. IN A WAY - September 19, 2007
1. "NOWHERE"
2. "Kakusei" (覚醒?, "Awakening")
3. "Pappappappa" (パッパッパ?)
4. "Shinkai" (深海?, "Deep Sea")
5. "Hummingbird" (ハミングバード, Hamingubādo?)
2. ME! ME! ME! - April 8, 2009
1. "CLOSER (Royal Ver.)"
2. "Reiji ~TWENTY FOUR~" (零時 ～TWENTY FOUR～?, "Midnight ~Twenty Four~)
3. "Maboroshi"
4. "PARTY NIGHT　~Odoritari Night~"
5. "INTO OBLIVION"
6. "ONE MAN BAND (Symphonicated Ver.)"
7. "Hitomi ~HE TOLD ME~" (瞳 ～HE TOLD ME～?, "Eye ~He Told Me~")
8. "HANNAH"
9. "GRAVITY (Sunset Ver.)"
10. "Kuruma" (車?, "Car")
11. "AFTERGLOW"
12. "Haru" (春?, "Spring")
13. "HELLO! (Album Mix)"
3. JoePop 1 
4. JoePop 2 (2016) 
5. Polyglot Musix #1 (2016)
6. Benkyo Tunes (Learn Japanese / English) (2017)
7. Hats On Tunes (2017)